# Sigfús Elliða-Grímsson
Sigfús Elliða-Grímsson (n. 964) fue un caudillo vikingo de Akureyri, Eyjafjarðarsýsla en Islandia. Su padre era Elliða-Grímur, hijo de Ásgrímur Öndóttsson. Su hermano era Ásgrímur Elliða-Grímsson, goði del clan familiar de los Kræklingar. Sigfús aparece como un personaje secundario en la saga de Njál, y la saga de Kormák.